# Otakar Vejvoda (starší)
Otakar Vejvoda (* 11. listopadu 1950 Kladno) je český hokejový obránce, později hokejový trenér.

Je otcem úspěšného hokejisty a mistra světa Otakara Vejvody ml. I jeho druhý syn Martin se krátce aktivně věnoval hokeji, nyní pracuje jako hokejový manažer.

## Hráčská kariéra
Byl dlouholetým hráčem Kladna. Působil zde od sezony 1968/1969 až do sezony 1980/1981. Přerušení této dlouholeté spolupráce s Kladnem nastalo jen v době vojenské základní služby, kdy hrál za Duklu Jihlava. Je šestinásobným mistrem ligy, v sezoně 1971/72 s Jihlavou, poté 5× s Kladnem – 74/75, 75/76, 76/77, 77/78 a 79/80). Stal se s Kladnem také vítězem PMEZ v roce 1977. V dresu Kladna sehrál celkem 11 sezon, 663 zápasů a vstřelil 106 branek(400/50 v nejvyšší soutěži). V letech 1981 až 1986 hrál v pražské Spartě. V různých výběrech nastupoval za reprezentaci. V závěru kariéry působil v zahraničí v mužstvu CZ Bělehrad (Jugoslávie). V roce 1988 ukončil aktivní hráčskou kariéru. 

## Trenérská kariéra
Od roku 1989 se postavil do role trenéra. V počátku kariéry trenéra působil v Kladně jako trenér mládeže, v sezoně 1991/92 byl pak asistentem Eduarda Nováka u A-mužstva. Po sezoně byl postaven do role hlavního trenéra, zajímavé bylo, že u mužstva neměl žádného asistenta (kapitánem týmu tehdy byl Zdeněk Eichenmann). V průběhu ročníku byl však po neshodách s hráči a vedením od mužstva odvolán a nahradil ho právě Eduard Novák, který si za asistenta zvolil pozdějšího dlouholetého kladenského kouče Zdeňka Müllera. Po odvolání se od sezony 1994 vydá na své nejúspěšnější angažmá trenérské kariéry, sice do Japonska, kde pět sezon vedl celek Furukawa Denko. V sezoně 1998/99 se vrací zpět do Kladna. Ročník zde začíná jako hlavní trenéru juniorů. V září 1998 však tehdejšího hlavního kladenského kouče Zdeňka Šindlera zastihnou zdravotní potíže. Otakar Vejvoda ho nejprve nějakou dobu zastupuje, nakonec se, po žádosti pana Šindlera o možnosti odchodu ze zdravotních důvodů, ujímá mužstva. Nevydrží zde dlouho, hned v počátku následujícího ročníku je odvolán a nahrazen Eduardem Novákem. Poté funguje jako trenér v prvoligovém Berouně, později v Kadani a znovu v Berouně. V sezoně 2000/01 byl asistentem Václava Sýkory u mužstva HC Litvínov. Sezonu 2008/09 začal opět na lavičce Berouna, vydržel zde však pouze do konce září. Poté byl až do ledna 2010 bez angažmá. V lednu 2010 prodělal jeho dlouholetý spoluhráč Zdeněk Müller mozkovou příhodu. Byl hospitalizován v nemocnici Na Bulovce, později v Kladně. Extraligové Kladno, které Zdeněk Müller do té doby dlouhodobě vedl (celkem osm sezon v kuse), tak nečekaně hledalo náhradního trenéra. A tím se stal právě Otakar Vejvoda. Pod jeho vedením skončilo Kladno v sezoně 09/10 poslední, v play out se však zvedlo a celkově bylo na 12. místě. Otakar Vejvoda pokračoval v Kladně i v ročníku 2010/2011. Mužstvo však bylo od prvního kola na posledním místě, poprvé dokázalo zvítězit až v 9. kole extraligy. A když po 18. kole bylo Kladno stále poslední, vyhrálo do té doby pouze čtyři utkání z osmnácti a na předposlední Spartu ztrácelo 9 bodů, tak se Otakar Vejvoda na vlastní žádost funkce hlavního trenéra vzdal. U A-týmu ho nahradil Petr Tatíček st., který byl do té doby koučem juniorů Hc Kladno, jeho místo u juniorů převzal právě Otakar Vejvoda. U mužstva skončil i asistent trenéra Petr Kasík, který se přesunul k mladšímu dorostu HC Kladno. 

U kladenských juniorů se Vejvodovi dařilo, po svém přesunu se mu s týmem podařilo zachránit sezonu a přes všechny předpoklady mužstvo nakonec udrželo nejvyšší soutěž. V sezoně 2011/12 pak Vejvodův tým nečekaně postoupil do play off, což byl po předchozích letech významný úspěch. Otakar Vejvoda se i přes nabídku z prvoligového Berouna rozhodl u juniorky Kladna pokračovat. U kladenské mládeže vydržel až do srpna 2015, kdy odešel do důchodu.Nyní působí v týmu HC Rakovník.